# Cheilanthes pyramidalis
Cheilanthes pyramidalis là một loài thực vật có mạch trong họ Adiantaceae. Loài này được Fée miêu tả khoa học đầu tiên năm 1857.